# Giacomo Puccini
Giacomo Puccini, italijanski operni skladatelj, * 22. december 1858, Lucca, Italija, † 29. november 1924, Bruselj, Belgija.
Razvil je nov operni slog, imenovan verizem, s čimer je ponesel italijansko opero v 20. stoletje, zato ga označujejo za pravega Verdijevega naslednika. Več njegovih oper je del standardnega repertoarja opernih hiš še danes.

## Življenje
Bil je potomec stare italijanske družine glasbenikov, saj je bil že njegov praded Giacomo v Lucci organist in kapelnik. Njegov oče Michele Puccini pa je bil znan cerkveni skladatelj in je zložil tudi dve operi.
Oče mu je umrl, ko je bil star šest let. Pel je v več cerkvenih zborih in bil tudi organist. Star enaindvajset let je odšel jeseni leta 1880 v Milano in se vpisal na tamkajšnji konservatorij, kjer sta bila njegova profesorja Bazzini in Amilcare Ponchielli. Giacomo Puccini je študij kompozicije končal leta 1883 z diplomskim delom Capriccio sinfonico, katerega del je kasneje uporabil v operi La bohème.
31. maja 1884 je debitiral v Teatro Dal Verme v Milanu s svojo prvo opero Le Villi. Čeprav delo ni bilo nagrajeno, je bila za Puccinija uprizoritev vendarle uspeh. Tudi njegova druga opera Edgar je doživela ob uprizoritvi leta 1889 v milanski Scali kar lep uspeh.
Izredno velik in odmeven uspeh je dosegla Puccinijeva tretja opera Manon Lescaut, ki je imela premiero 1. februarja 1893 v Teatro Regio v Torinu. Motiv je našel v romanu Prévosta d'Exilesa Zgodba viteza des Grieuxa in Manon Lascaut.
Leta 1891 se je Puccini preselil v hišo, ki jo je kupil v Torre del Lago pri Viareggiu (v vili je danes muzej, v kapeli pa grobnica, kjer je pokopan). Puccini je tukaj ustanovil Club La Bohéme in začel pisati novo opero. Februarja 1896 je v Teatro Regio v Torinu predstavil danes eno najpriljubljenejših oper La bohème, ki jo je na krstni predstavi dirigiral Arturo Toscanini. S to opero je postal mednarodno prepoznaven, prinesla pa mu je tudi dobro finančno stanje.
Leta 1904 se je Puccini poročil z Elviro Bonturi, s katero je imel sina Antonia, ki je bil rojen 23. decembra 1886, umrl pa je 21. februarja 1946.
Sledila je še vrsta drugih oper, ki so vse do danes ostale na repertoarjih svetovnih gledališč. Tako je leta 1900 v Rimu v Teatro Constanza doživela krstno predstavo Tosca (po drami Victoriena Sardouja). Na potovanju v London je odkril besedilo Davida Belasca in ustvaril opero Madamme Butterfly, ki je bila premierno predstavljena v La Scali v Milanu leta 1904, po predelavi pa tri mesece kasneje v Teatro Grande v Brescii. Šele sedem let kasneje je med obiskom ZDA dobil idejo, da bi napisal opero, kot je dotlej še ni bilo. V duhu divjega zahoda je napisal Dekle z zahoda, ki je bila predstavljena v New Yorku leta 1910 (pela sta Enrico Caruso in Ema Destinnová (Emmy Destinn), precej kasneje pa tudi v Metropolitanski operi. V ZDA je opera doživela zmerni uspeh, v Evropi pa ni bila dobro sprejeta. Leta 1918 je nato Puccini napisal tri enodejanke, ki jih je združil v operni triptih. To so bile opere Plašč, Sestra Angelika in Gianni Schicchi.
Od 1919 do 1922 je živel v mestu Orbetello v okraju Maremma v Toskani. V stolpu na plaži blizu Tirenskega morja je začel pisati opero Turandot. Svoje zadnje opere pa skladatelj zaradi bolezni in smrti ni uspel spisati do konca. V tej obliki je opera doživela krstno uprizoritev v Milanu leta 1926. Po skladateljevih zapiskih/skicah jo je kasneje dokončal njegov prijatelj Franco Alfano.
Giacomo Puccini je bil strasten kadilec. Umrl je v Bruslju po neuspešni operaciji raka na grlu. V Bruselj je odšel na zdravljenje poleti leta 1924. 
Novica o njegovi smrti je v Rim prispela med izvajanjem opere La bohème. Operni orkester je ob novici utihnil, nato pa zaigral Chopinovo Pogrebno koračnico. Najprej so Puccinija pokopali v Milanu v grobnici družine Toscanini, dve leti kasneje pa v vili v Torre di Lago.

## Delo
- Le Villi - opera enodejanka. Libreto: Ferdinando Fontana. Premiera, 31. maj 1884, Milano (Teatro dal Verme); predelana: nova premiera, 26. december 1884, Torino (Teatro Regio)
- Edgar - lirična drama v štirih dejanjih. Libreto: Ferdinando Fontana. Premiera, 21. april 1889, Milano (Teatro alla Scala); popravljena: nova premiera 5. september 1892, Lucca (Teatro del Giglio); 2. popravljena: premiera, 28. januar 1892, Ferrara (Teatro Comunale); 3. popravljena: premiera, 8. julija 1905, Buenos Aires (Teatro Colón)
- Manon Lescaut - lirična drama v štirih dejanjih. Libreto: Marco Praga, Domenico Oliva, Ruggiero Leoncavallo, Luigi Illica, Giuseppe Giacosa, Giulio Ricordi. Premiera, 1. februar 1893, Torino (Teatro Regio)
- La bohème - opera v štirih dejanjih. Libreto: Giuseppe Giacosa, Luigi Illica. Premiera, 1. februar 1896, Torino (Teatro Regio)
- Tosca - melodrama v treh dejanjih. Libreto: Luigi Illica, Giuseppe Giacosa. Premiera, 14. januar 1900, Rim (Teatro Costanzi)
- Madama Butterfly - opera v treh dejanjih. Libreto: Luigi Illica, Giuseppe Giacosa. Premiera, 17. februar 1904, Milano (Teatro alla Scala); popravljena: premiera 28. maja 1904, Brescia (Teatro Grande); 2. popravljena: premiera, 10. julij 1905, London (Royal Opera House); 3. popravljena: premiera, 28. december 1905, Pariz (Opéra-Comique)
- Dekle z zlatega zahoda - opera v treh treh dejanjih. Libreto: Guelfo Civinini, Carlo Zangarini. Premiera, 10. december 1910, New York (Metropolitanska Opera)
- Lastovka. Opera v treh dejanjih. Libreto: Giuseppe Adami, Alfred Maria Willner, Heinz Reichert. Premiera, 27. marec 1917, Monte Carlo (Opéra)
- Operni triptih. Premiera, 14. december 1918, New York (Metropolitanska Opera). 
  - Plašč. Libreto: Giuseppe Adami
  - Sestra Angelika. Libreto: Giovacchino Forzano
  - Gianni Schicchi. Libreto: Giovacchino Forzano
- Turandot - lirična drama v treh dejanjih. Libreto: Giuseppe Adami, Renato Simoni. Premiera nedokončane opere, 25. april 1926, Milano (Teatro alla Scala); Prvo dokončanje Franco Alfano: 2. premiera, 1926, Milano (Teatro alla Scala); dokončna oblika Luciano Berio: premiera, 7. avgust 2002, Salzburg (Großes Festspielhaus)